# Dylan Parham
Dylan Parham (Carrollton, 24 agosto 1999) è un giocatore di football americano statunitense che milita nel ruolo di guardia per i Las Vegas Raiders della National Football League (NFL). Al college ha giocato per l'Università di Memphis. 

## Carriera universitaria
Dopo aver frequentato la Carrollton High School, dove si è messo in evidenza nella pallacanestro, nell'atletica e nel football, Parham è andato a giocare all'Università di Memphis con i Tigers che militano nell'American Athletic Conference (AAC) della Divisione I della Football Bowl Subdivision (FBS) della NCAA.
Nel 2017 fu redshirt, poteva cioè allenarsi con la squadra ma non scendere in campo, periodo che utilizzò per passare dal ruolo di tight end, ricoperto nelle scuole superiori, a quello di guardia. Nel 2018 è stato inserito in squadra come guardia sinistra titolare, restandovi per due stagioni. Nella fase di preparazione della stagione 2020 fu provato come centro ma poi utilizzato stabilmente come tackle di destra. Giocò titolare tutte e 11 le partite disputate. Nel 2021 ha giocato da guardia destra ed è stato inserito nel First-Team AAC. 
| Stagione | Stagione | Stagione   | Stagione   | Stagione | Stagione | Difesa   | Difesa   | Difesa   | Difesa   | Difesa   | Difesa   |
| Anno     | Squadra  | Campionato | Conference | P        | PT       | T. tot.  | T. sol.  | T. ass.  | Sack     | Pdev     | FF       |
| -------- | -------- | ---------- | ---------- | -------- | -------- | -------- | -------- | -------- | -------- | -------- | -------- |
| 2017     | Memphis  | FBS Div. I | AAC        | Redshirt | Redshirt | Redshirt | Redshirt | Redshirt | Redshirt | Redshirt | Redshirt |
| 2018     | Memphis  | FBS Div. I | AAC        | 14       | 14       | 0        | 0        | 0        | 0,0      | 0        | 0        |
| 2019     | Memphis  | FBS Div. I | AAC        | 14       | 14       | 0        | 0        | 0        | 0,0      | 0        | 0        |
| 2020     | Memphis  | FBS Div. I | AAC        | 11       | 11       | 1        | 1        | 0        | 0,0      | 0        | 0        |
| 2021     | Memphis  | FBS Div. I | AAC        | 5        | 5        | 0        | 0        | 0        | 0,0      | 0        | 0        |
| Totale   | Totale   | Totale     | Totale     | 44       | 44       | 1        | 1        | 0        | 0,0      | 0        | 0        |

Fonte: Memphis Tigers - In grassetto i record personali in carriera

## Carriera professionistica

### Las Vegas Raiders
Parham fu scelto nel corso del terzo giro (90º assoluto) del Draft NFL 2022 dai Las Vegas Raiders, la prima scelta effettuata dalla franchigia quell'anno. Il 12 maggio 2022 firmò il suo contratto da rookie con i Raiders: un accordo quadriennale da 5,1 milioni di dollari con un bonus alla firma di 912.000 dollari e un'opzione di prolungamento per un quinto anno. Pahram scelse di giocare col numero 66.
Nella fase preparatoria della stagione Parham fu considerato dagli analisiti come possibile titolare. Il 30 agosto 2022 Parham fu inserito nel roster attivo iniziale della squadra.
Debuttò nella NFL l'11 settembre 2022 giocando da titolare nella gara della settimana 1 contro i Los Angeles Chargers persa per 24-19, ricoprendo il ruolo di guardia destra per poi, nelle successive due partite contro gli Arizona Cardinals e i Tennessee Titans, essere utilizzato come centro al posto dell'infortunato Andre James. Pahram, con la sua duttilità nel ricoprire i diversi ruoli della linea offensiva, si guadagnò un posto da titolare. Al termine dell'annata, giocata tutta da titolare, Pahram evidenziò grandi qualità e potenzialità tanto da essere riconosciuto come il miglior rookie dei Raiders per la stagione, ma anche limiti da migliorare per ricoprire al meglio il ruolo di guardia sinistra titolare.
Parham fu nominato nel Professional Football Writers of America (PFWA) All-Rookie Team.
Il 29 agosto 2023 Parham fu confermato nel roster attivo dei Raiders. Giocò da guardia sinistra titolare tutte le 17 gare della stagione regolare.
Prima dell'inizio della stagione 2024 Parham fu spostato a giocare guardia destra. Nella gara del sesto turno contro i Pittsburgh Steelers rimediò un infortunio al piede che gli fece saltare le successive due gare. Concluse il suo terzo anno da professionista con 15 presenze totali, di cui 14 come titolare.

## Palmarès
- PFWA All-Rookie Team - 2022

## Statistiche

### Stagione regolare
| Stagione | Stagione | Stagione | Stagione | Difesa  | Difesa  | Difesa  |
| Anno     | Squadra  | P        | PT       | T. tot. | T. sol. | T. ass. |
| -------- | -------- | -------- | -------- | ------- | ------- | ------- |
| 2022     | LV       | 17       | 17       | 1       | 1       | 0       |
| 2023     | LV       | 17       | 17       | 0       | 0       | 0       |
| 2024     | LV       | 15       | 14       | 0       | 0       | 0       |
| Totale   | Totale   | 49       | 48       | 1       | 1       | 0       |

Fonte: Football Database